# Turn-Weltmeisterschaften 2009

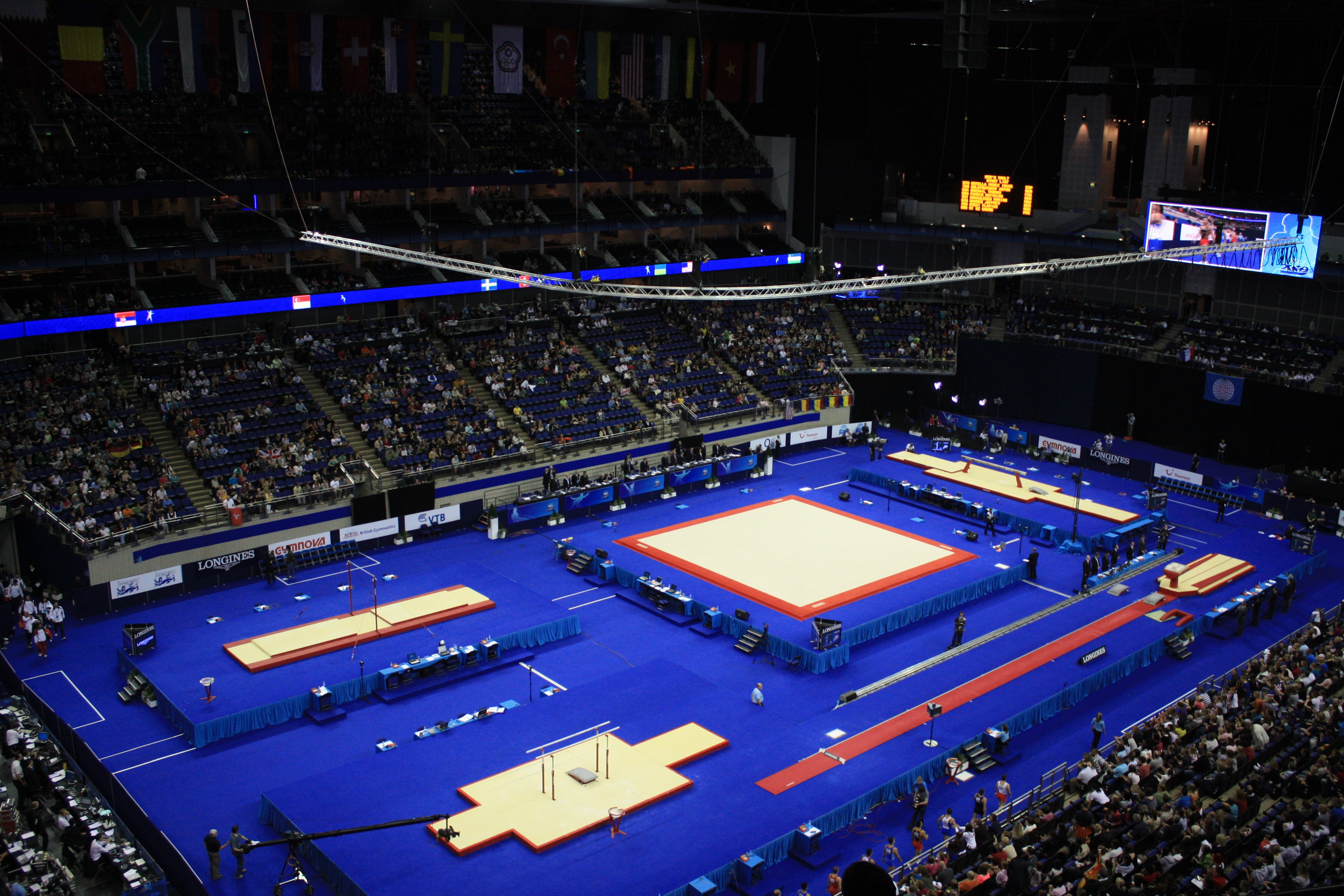
Die O₂-Arena während der Turn-Weltmeisterschaften 2009

Die 41. Turn-Weltmeisterschaften fanden vom 12. bis 18. Oktober 2009 in London statt. Wie bereits bei den Turn-Weltmeisterschaften 2005 wurden auch in London keine Mannschaftswettbewerbe ausgetragen. Die Wettkampfstätte war die O₂-Arena.

## Teilnehmer
| - Ägypten - Albanien - Algerien - Argentinien - Armenien - Aserbaidschan - Australien - Belgien - Bermuda - Brasilien - Bulgarien - Chile - Volksrepublik China - Dänemark - Deutschland - El Salvador - Finnland - Frankreich - Georgien - Griechenland - Hongkong - Indien - Irland | - Island - Israel - Italien - Japan - Jordanien - Kanada - Kasachstan - Katar - Kolumbien - Kroatien - Kuwait - Lettland - Libanon - Litauen - Luxemburg - Mexiko - Neuseeland - Niederlande - Nordkorea - Norwegen - Österreich - Polen - Portugal | - Puerto Rico - Rumänien - Russland - Schweden - Schweiz - Serbien - Slowakei - Slowenien - Spanien - Südafrika - Südkorea - Chinesisch Taipeh - Tschechien - Türkei - Ukraine - Ungarn - Usbekistan - Venezuela - Vereinigte Staaten - Vereinigtes Königreich - Vietnam - Belarus - Zypern |

### Deutsche Mannschaft
- Frauen: Kim Bui, Elisabeth Seitz, Anja Brinker, Maike Roll
- Männer: Philipp Boy, Marcel Nguyen, Matthias Fahrig, Thomas Taranu, Sebastian Krimmer

Fabian Hambüchen verletzte sich im Training kurz vor Beginn der WM am Knöchel und nahm nicht teil.

### Schweizerische Mannschaft
- Frauen: Ariella Kaeslin, Jennifer Senn, Lucia Taccelli
- Männer: Niki Böschenstein, Roman Gisi, Claudio Capelli, Claude-Alain Porchet

### Österreichische Mannschaft
- Frauen: Lisa Ecker, Hanna Grosch, Barbara Gasser, Jasmin Mader
- Männer: Fabian Leimlehner, Matthias Decker, Marco Baldauf, Alexander Leidlmair

## Ergebnisse

### Mehrkampf
| Rang | Athletin        | Sprung | Stufen- barren | Balken | Boden  | Gesamt |
| ---- | --------------- | ------ | -------------- | ------ | ------ | ------ |
| 1    | Bridget Sloan   | 14,825 | 14,800         | 14,000 | 14,200 | 57,825 |
| 2    | Rebecca Bross   | 14,525 | 15,075         | 15,300 | 12,875 | 57,775 |
| 3    | Koko Tsurumi    | 13,600 | 15,050         | 14,800 | 13,725 | 57,175 |
| 4    | Lauren Mitchell | 14,400 | 13,625         | 15,100 | 14,025 | 57,150 |
| 5    | Youna Dufournet | 14,300 | 14,600         | 14,450 | 13,300 | 56,650 |
| 6    | Yang Yilin      | 14,700 | 13,950         | 14,225 | 13,700 | 56,575 |
| 7    | Ana Porgras     | 13,675 | 14,675         | 14,125 | 14,025 | 56,500 |
| 8    | Ariella Kaeslin | 15,125 | 13,875         | 13,500 | 13,425 | 55,925 |
| …    |                 |        |                |        |        |        |
| 23   | Kim Bui         | 13,550 | 11,575         | 13,100 | 12,250 | 50,475 |

| Rang | Athlet            | Boden  | Pferd  | Ringe  | Sprung | Barren | Reck   | Gesamt |
| ---- | ----------------- | ------ | ------ | ------ | ------ | ------ | ------ | ------ |
| 1    | Kōhei Uchimura    | 15,625 | 14,900 | 15,225 | 16,050 | 14,725 | 14,975 | 91,500 |
| 2    | Daniel Keatings   | 14,250 | 15,500 | 14,200 | 15,450 | 15,050 | 14,475 | 88,925 |
| 3    | Juri Rjasanow     | 14,825 | 13,400 | 14,825 | 15,925 | 14,925 | 14,500 | 88,400 |
| 4    | Kazuhito Tanaka   | 14,650 | 13,200 | 15,075 | 15,400 | 15,075 | 14,900 | 88,300 |
| 5    | Maxim Dewjatowski | 15,000 | 13,425 | 15,075 | 14,875 | 14,550 | 14,550 | 87,475 |
| 6    | Kristian Thomas   | 15,000 | 13,600 | 14,575 | 15,800 | 13,975 | 14,400 | 87,350 |
| 7    | Timothy McNeill   | 14,500 | 15,000 | 14,325 | 15,300 | 14,200 | 13,825 | 87,150 |
| 8    | Benoît Caranobe   | 14,025 | 14,150 | 14,750 | 16,025 | 13,000 | 14,225 | 86,175 |
| …    |                   |        |        |        |        |        |        |        |
| 12   | Marcel Nguyen     | 15,075 | 13,425 | 14,525 | 15,325 | 13,200 | 14,225 | 85,775 |
| 14   | Roman Gisi        | 14,225 | 13,875 | 14,175 | 15,125 | 13,525 | 14,150 | 85,075 |
| 16   | Niki Böschenstein | 14,425 | 11,775 | 14,250 | 15,600 | 14,625 | 14,100 | 84,775 |

### Gerätefinals Frauen
| Rang | Athletin                 | Punkte |
| ---- | ------------------------ | ------ |
| 1    | Kayla Williams           | 15,087 |
| 2    | Ariella Kaeslin          | 14,525 |
| 3    | Youna Dufournet          | 14,450 |
| 4    | Jekaterina Kurbatowa     | 14,337 |
| 5    | Hong Un Jong             | 14,262 |
| 6    | Anna Mysdrikowa          | 14,225 |
| 7    | Brittany Rogers          | 14,425 |
| 8    | Garcia Rodriguez Blancas | 13,287 |

| Rang | Athletin         | Punkte |
| ---- | ---------------- | ------ |
| 1    | He Kexin         | 16,000 |
| 2    | Koko Tsurumi     | 14,875 |
| 3    | Rebecca Bross    | 14,675 |
|      | Ana Porgras      | 14,675 |
| 5    | Cha Yong Hwa     | 14,650 |
| 6    | Bridget Sloan    | 14,600 |
| 7    | Larrissa Miller  | 14,575 |
| 8    | Serena Licchetta | 11,950 |

| Rang | Athletin            | Punkte |
| ---- | ------------------- | ------ |
| 1    | Deng Linlin         | 15,000 |
| 2    | Lauren Mitchell     | 14,875 |
| 3    | Ivana Hong          | 14,550 |
| 4    | Kim Un Hyang        | 14,450 |
| 5    | Elisabetta Preziosa | 14,200 |
| 6    | Koko Tsurumi        | 14,100 |
| 7    | Ana Porgras         | 13,425 |
| 8    | Yang Yilin          | 13,125 |

| Rang | Athletin          | Punkte |
| ---- | ----------------- | ------ |
| 1    | Elizabeth Tweddle | 14,650 |
| 2    | Lauren Mitchell   | 14,550 |
| 3    | Sui Lu            | 14,300 |
| 4    | Anna Mysdrikowa   | 14,275 |
| 5    | Rebecca Bross     | 14,125 |
|      | Ana Porgras       | 14,125 |
| 7    | Deng Linlin       | 13,875 |
| 8    | Jessica Gil Ortiz | 02,975 |

### Gerätefinals Männer
| Rang | Athlet               | Punkte |
| ---- | -------------------- | ------ |
| 1    | Zou Kai              | 16,150 |
| 2    | Epke Zonderland      | 15,825 |
| 3    | Igor Cassina         | 15,625 |
| 4    | Danell Leyva         | 15,600 |
| 5    | Aljaž Pegan          | 15,500 |
| 6    | Kōhei Uchimura       | 15,175 |
| 7    | Alexander Zarewitsch | 14,375 |
| 8    | Jonathan Horton      | 13,250 |

| Rang | Athlet               | Punkte |
| ---- | -------------------- | ------ |
| 1    | Wang Guanyin         | 15,975 |
| 2    | Feng Zhe             | 15,775 |
| 3    | Kazuhito Tanaka      | 15,500 |
| 4    | Vasileios Tsolakidis | 15,350 |
| 5    | Yoo Won-chul         | 15,300 |
| 6    | Epke Zonderland      | 15,125 |
| 7    | Pham Phuoc Hung      | 14,475 |
| 8    | Adam Kierzkowski     | 14,325 |

| Rang | Athlet            | Punkte |
| ---- | ----------------- | ------ |
| 1    | Marian Drăgulescu | 16,575 |
| 2    | Flavius Koczi     | 16,337 |
| 3    | Anton Golozuzkow  | 16,287 |
| 4    | Matthias Fahrig   | 15,850 |
| 5    | Thomas Bouhail    | 15,775 |
| 6    | Isaac Botella     | 15,650 |
|      | Ri Se Gwang       | 15,650 |
| 8    | Jeffrey Wammes    | 15,425 |

| Rang | Athlet                   | Punkte |
| ---- | ------------------------ | ------ |
| 1    | Yan Mingyong             | 15,675 |
| 2    | Jordan Jowtschew         | 15,575 |
| 3    | Oleksandr Worobjow       | 15,550 |
| 4    | George Stănescu          | 15,325 |
|      | Arthur Zanetti           | 15,325 |
| 6    | Matteo Morandi           | 15,300 |
| 7    | Samir Ait Said           | 15,250 |
| 8    | Danny Pinheiro-Rodrigues | 14,750 |

| Rang | Athlet                | Punkte |
| ---- | --------------------- | ------ |
| 1    | Zhang Hongtao         | 16,200 |
| 2    | Krisztián Berki       | 16,075 |
| 3    | Prashanth Sellathurai | 15,400 |
| 4    | Cyril Tommasone       | 15,225 |
| 5    | Timothy McNeill       | 15,150 |
| 6    | Flavius Koczi         | 14,975 |
| 7    | Robert Seligman       | 14,750 |
| 8    | Louis Smith           | 14,450 |

| Rang | Athlet                   | Punkte |
| ---- | ------------------------ | ------ |
| 1    | Marian Drăgulescu        | 15,700 |
| 2    | Zou Kai                  | 15,675 |
| 3    | Alexander Shatilov       | 15,575 |
| 4    | Kōhei Uchimura           | 15,475 |
| 5    | Makoto Okiguchi          | 15,425 |
| 6    | Matthias Fahrig          | 15,400 |
| 7    | Tomás González Sepúlveda | 15,225 |
| 8    | Steven Legendre          | 14,950 |

## Medaillenspiegel
| Rang | Land                   | Gold | Silber | Bronze | total |
| ---- | ---------------------- | ---- | ------ | ------ | ----- |
| 1    | Volksrepublik China    | 4    | 2      |        | 6     |
| 2    | Rumänien               | 2    | 1      |        | 3     |
| 3    | Japan                  | 1    |        | 1      | 2     |
| 4    | Bulgarien              |      | 1      |        | 1     |
|      | Niederlande            |      | 1      |        | 1     |
|      | Ungarn                 |      | 1      |        | 1     |
|      | Vereinigtes Königreich |      | 1      |        | 1     |
| 8    | Russland               |      |        | 2      | 2     |
| 9    | Australien             |      |        | 1      | 1     |
|      | Israel                 |      |        | 1      | 1     |
|      | Italien                |      |        | 1      | 1     |
|      | Ukraine                |      |        | 1      | 1     |

| Rang | Land                   | Gold | Silber | Bronze | total |
| ---- | ---------------------- | ---- | ------ | ------ | ----- |
| 1    | Vereinigte Staaten     | 2    | 1      | 2      | 5     |
| 2    | Volksrepublik China    | 2    |        | 1      | 3     |
| 3    | Vereinigtes Königreich | 1    |        |        | 1     |
| 4    | Australien             |      | 2      |        | 2     |
| 5    | Japan                  |      | 1      | 1      | 2     |
| 6    | Schweiz                |      | 1      |        | 1     |
| 7    | Frankreich             |      |        | 1      | 1     |
|      | Rumänien               |      |        | 1      | 1     |